# Сказки братьев Гримм
«Де́тские и семе́йные ска́зки» (нем. Kinder- und Hausmärchen) — сборник сказок, собранных в немецких землях и литературно обработанных братьями Якобом и Вильгельмом Гриммами. Первоначально издан в 1812 году. В настоящее время известен под названием «Ска́зки бра́тьев Гримм» (нем. Grimms Märchen).

## Издания и содержание сборника
Первый рукописный сборник сказок в 1810 году братья Гримм отослали своему другу Клеменсу Брентано для ознакомления по его настоятельной личной просьбе, но тот его не вернул.
Найдена рукопись была лишь через многие годы, уже после смерти братьев, в монастыре траппистов Эленберг в Эльзасе. Ныне она известна как «Эленбергская рукопись 1810 года». В ней содержится 49 сказок, из которых Вильгельмом Гриммом записано 15, а Якобом Гриммом — 27. Эти сказки услышаны непосредственно от сказителей Гессена. Остальные взяты из литературных источников.
Существовало подозрение, что Брентано опубликует сказки первым, под своим именем, поэтому было решено как можно скорее приступить к изданию собственной книги, с простым оформлением и без иллюстраций, для чтения простого народа.
В сентябре 1812 года новая рукопись будущего первого тома была послана издателю Реймеру. Изданный 20 декабря 1812 года в Берлине первый том первого издания сборника содержал 86 сказок. Тираж составил всего 900 экземпляров. Во втором томе, отпечатанном в 1814 году, добавилось ещё 70 сказок. Публикации сказок посодействовал Ахим фон Арним, который в 1806—1807 гг. совместно с Брентано уже принял участие в публикации сборника немецких народных песен «Волшебный рог мальчика».
18 октября 1812 года — «ровно за год до Лейпцигской битвы» (пометка Якоба Гримма), Вильгельмом Гриммом было написано предисловие к их первому изданию:

Мы считаем за благо, когда случится, что буря или другое бедствие, ниспосланное небом, прибьют к земле весь посев, а где-то возле низкой живой изгороди или кустарника, окаймляющего дорогу, сохранится нетронутое местечко и отдельные колоски останутся там стоять, как стояли. Засияет вновь благодатное солнце, и они будут произрастать, одиноко и незаметно, ничей торопливый серп не пожнет их ради наполнения богатых амбаров, но на исходе лета, когда они нальются и созреют, их отыщут бедные, честные руки и, бережно связав, колосок к колоску, почитая выше, нежели целые снопы, отнесут домой, где они послужат пропитанием на всю зиму, а быть может, дадут единственное семя для будущего посева. Такие же чувства испытываем мы, взирая на богатство немецкой поэзии былых времен и видя, что от столь многого не сохранилось ничего живого, угасло даже воспоминание об этом, и остались лишь народные песни да вот эти наивные домашние сказки. Места у печки, у кухонного очага, чердачные лестницы, ещё не забытые праздники, луга и леса с их тишиной, но, прежде всего безмятежная фантазия — вот те изгороди, что сберегли их и передали от одной эпохи — другой.— фрагмент «Предисловия»
Второе издание в двух томах увидело свет в 1819 году, третья часть выпущена в 1822 году. Всего второе издание, лёгшее в основу первых переводов, содержало 170 сказок, оба тома вышли с титульным листом работы Людвига Гримма, с гравюрой «Братец и сестрица», а также с портретом Доротеи Фиман, одной из сказительниц.
В 1837 году появилось третье издание; четвёртое — в 1840 г.; пятое — в 1843 г.; шестое — в 1850 г.; седьмое (заключительное) издание опубликовано в 1857 году. Часть сказок была добавлена, некоторые исключены: всего седьмое издание содержало 210 сказок и легенд. Все выпуски были обильно иллюстрированы, сначала Филиппом Грот-Иоганном, а после его смерти в 1892 году — Робертом Лейнвебером.
Первые выпуски сказок подверглись сильной критике, поскольку, несмотря на своё название «Детские и семейные сказки», эти истории были расценены как не подходящие для детского чтения, по причинам академических информационных вставок и, собственно, по содержанию самих сказок. В последующих исправленных изданиях были, в том числе, удалены фрагменты сексуального характера; например из сказки «Рапунцель» вырезана сценка, когда Рапунцель невинно спрашивает у своей приёмной матери-волшебницы, почему её платье стало обтягиваться вокруг живота, таким образом открыв свою беременность, наступившую из-за её тайных встреч с принцем.
В 1825 году братья Гримм издали сборник Kleine Ausgabe, куда вошли 50 сказок, отредактированные для юных читателей. Иллюстрации (7 гравюр на меди) создал брат-живописец Людвиг Эмиль Гримм. Эта детская версия книги сказок выдержала десять изданий между 1825 и 1858 годами.

## Материал для сказок

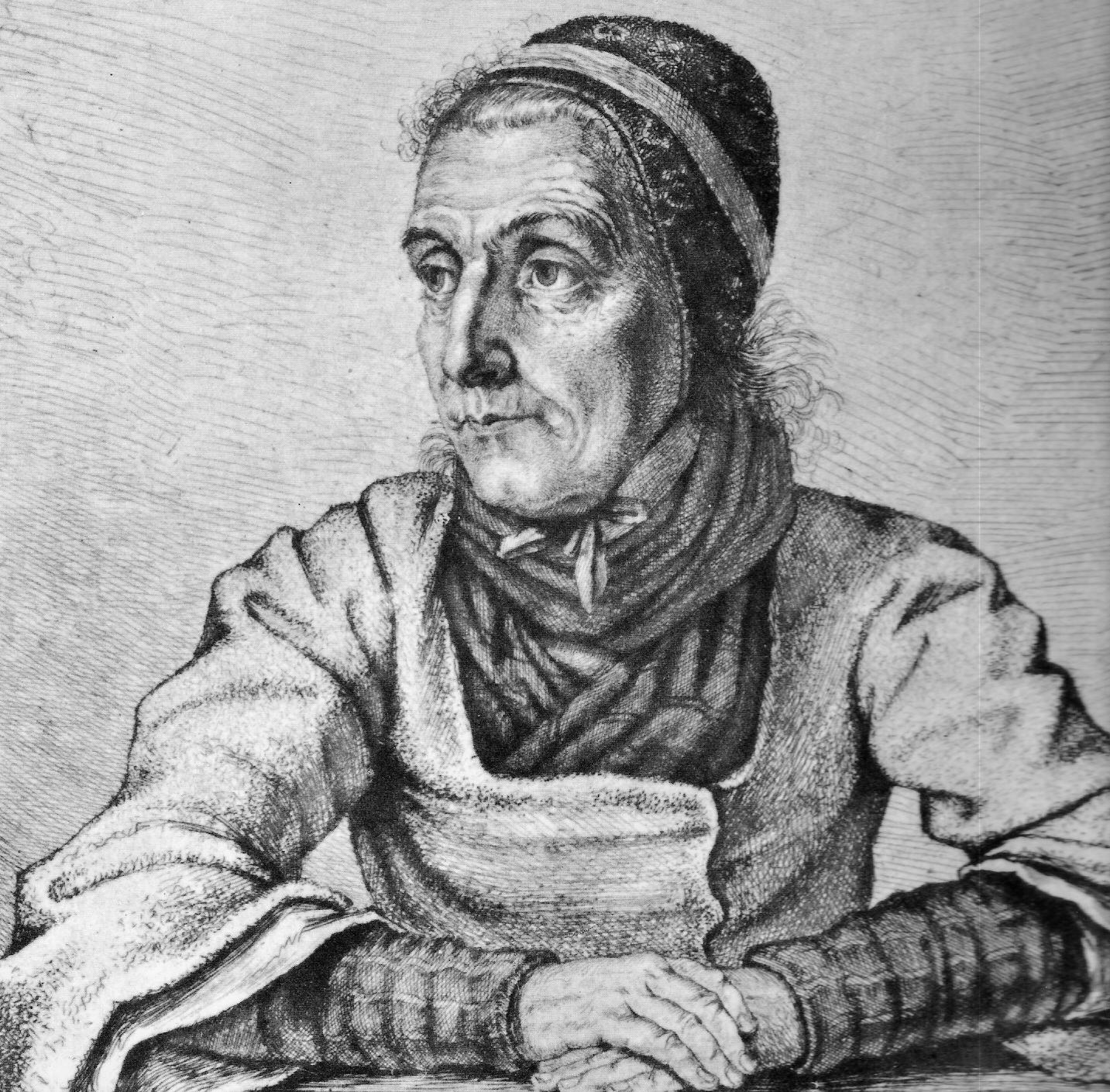
Портрет сказительницы Доротеи Фиман из сборника сказок, 2-е издание

Братья Гримм начали вести регулярные записи сказок с 1807 года, во время своего путешествия по Гессену, продолжили в Вестфалии. Одной из первых записанных Вильгельмом Гриммом сказок является «Приёмыш Богоматери», которую рассказала дочка аптекаря Маргарета Вильд («Гретхен») из Касселя, через год сказками поделилась и её мать — госпожа Вильд. Сестра «Гретхен» Доротея Вильд («Дортхен»), будущая супруга Вильгельма Гримма, рассказала сказки «Гензель и Гретель», «Госпожа Метелица», «Столик-накройся».
В первом томе 1812 года даны ссылки на источники лишь к 12 сказкам. Это литературные сборники XVI—XIX веков. Во втором томе и приложении к нему встречаются примечания: «из Гессена», «из Касселя», «из Ханау», «из Цверена», «из майнских областей». Среди прочих знатоков сказок, давших материал для первого тома, братьями был особенно выделен вклад пастуха овец «на лысых вершинах Брунсберга возле Хёкстера» и престарелого драгунского вахмистра Иоганна Фридриха Краузе в Гоофе под Касселем, у которого братья выменяли истории «на старое платье».
Некая «старая Мария» поведала сказки «Мальчик-с-пальчик», «Братец и сестрица», «Девушка-безручка», «Красная Шапочка», «Спящая Красавица». По её рассказам, частью близких к сюжетам Шарля Перро, опубликовано 11 сказок в первом томе и одна — во втором. Вероятно, под этим именем скрывается Мария Хассенпфлуг, чья мать происходила из гугенотской семьи Друм из Дофинэ, в доме Марии все свободно разговаривали по-французски. Сказки «Чёрт с тремя золотыми волосками», «Король Дроздобород» — также записаны в семье Хассенпфлуг от дочерей Марии.
Внесла свой вклад и одна юная сказительница-голландка, дружившая с сестрицей Лоттой Гримм («Лоттхен»), которая и сама поддерживала своих братьев в фольклорных изысканиях, впоследствии выйдя замуж за Людвига Гассенпфлуга, сына Марии (1822).

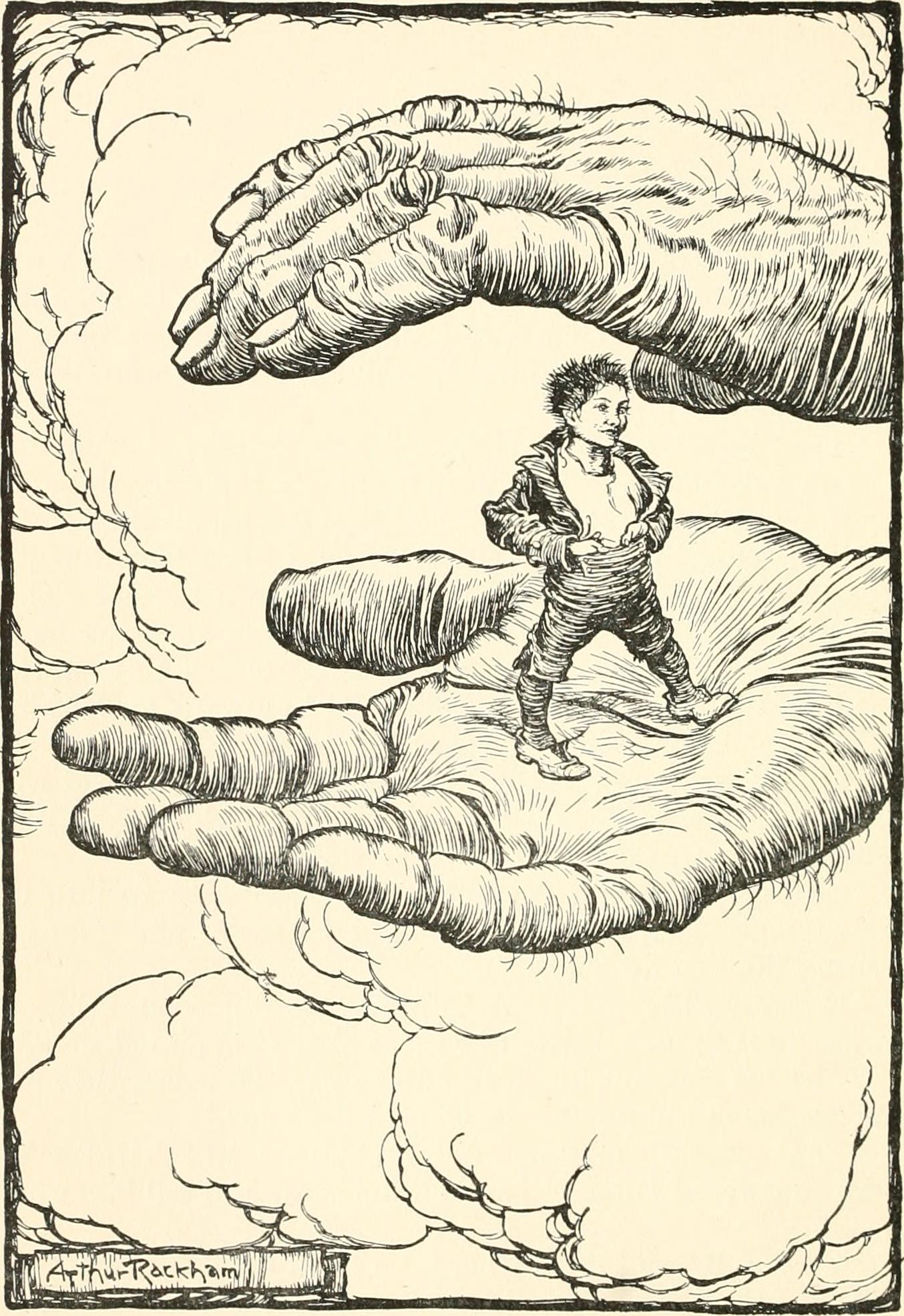
Иллюстрация к сказке "Мальчик-с-пальчик"

Со слов крестьянки Доротеи Фиман (1755—1815), дочери трактирщика из деревни Цверен, недалеко от Касселя, была записана 21 сказка для второго тома и многочисленные дополнения. Сказительница, сама мать шестерых детей, происходила из семьи французских гугенотов. Ей принадлежат такие сказки как «Гусятница», «Ленивая пряха», «Чёрт и его бабушка», «Доктор Всезнайка».
Сёстры Дросте-Хюльсгоф также приняли активное участие в наполнении второго тома сказок.
Сказками «Дух в склянке», «Живая вода», «Королевские дети», «Старуха в лесу», «Шестеро слуг» братья Гримм обязаны баронской семье фон Гакстгаузен.
Сын пастора Фердинанд Зиберт, преподаватель Фридриховой гимназии в Касселе, после выхода в свет второго тома сказок пополнил последующие издания множеством сказок, в том числе одним из вариантов «Белоснежки».

## Влияние книги
Влияние сказок братьев Гримм было огромным, с первого же издания эти чудесные истории завоевали любовь детской аудитории. Популярный англо-американский поэт У. Х. Оден назвал этот труд одним из столпов западной культуры.
Работа братьев Гримм повлияла на других любителей фольклора, воодушевив их к собиранию сказочных историй и пробудив в них дух романтического национализма, который придавал особую значимость местным народным сказкам и пренебрегал межкультурным влиянием. К этой категории собирателей сказок относились: Александр Николаевич Афанасьев, норвежцы Петер Кристен Асбьёрнсен и Йорген Му, англичанин Джозеф Джейкобс, и Джеремия Кёртин, американец, который собрал ирландские сказки. Реакция на эти сборники не всегда была положительной. Джозеф Джейкобс однажды пожаловался, что английские дети не читают английские сказки; по его собственным словам, «Что Перро начал, то Гриммы закончили».
В 1826 году В. А. Жуковский перевёл две сказки братьев Гримм на русский язык с французского для журнала «Детский собеседник» («Милый Роланд и девица Ясный Цвет» и «Царевна-шиповник»). Первый полный русский перевод был завершён в 1863—1864 годах. Фольклорист В. Я. Пропп засвидетельствовал о хождении в русской деревне таких сказок братьев Гримм как «Красная Шапочка» и «Бременские музыканты» (не свойственных ранее русским народным сюжетам) исключительно в устной традиции. Влияние сюжетов сказок братьев Гримм также прослеживается в трёх сказках А. С. Пушкина: Сказка о мёртвой царевне и о семи богатырях (KHM 53), Сказка о рыбаке и рыбке (KHM 19) и Жених (KHM 40).

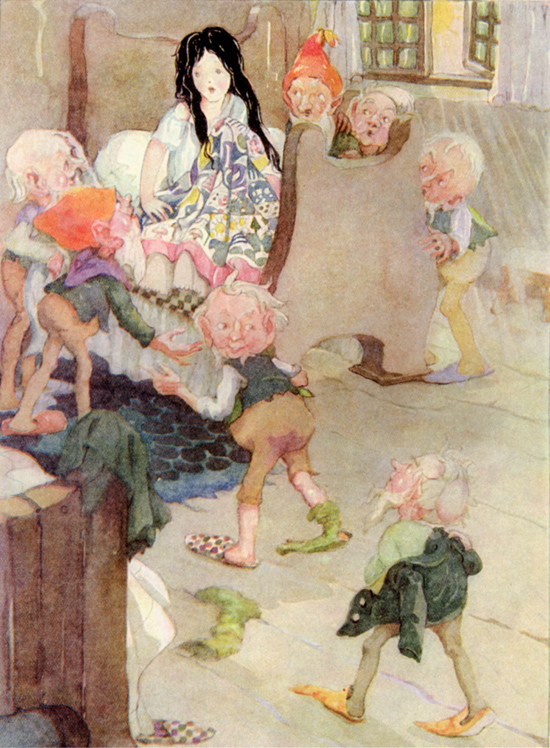
Цветная иллюстрация к сказке "Белоснежка и семь гномов"

Сказочные персонажи подвергались множеству различных интерпретаций, в том числе маргинальных, порой с самой неожиданной стороны. К примеру, нацисты в гитлеровской Германии рассматривали Золушку как героиню, принадлежащую к «чистой расе», мачеху как иностранку, а принца — как нацистского героя, обладающего неиспорченным инстинктом распознавания рас. Авторы, писавшие впоследствии правду об ужасах Холокоста, включили некоторые сказки в свои мемуары, как Джейн Йолен в своей книге «Шиповничек» (Briar Rose). После Второй мировой войны даже раздались отдельные голоса, о том, есть ли связь между жестокими сценами в отдельных сказках и зверствами нацистов (например, Карл Приват опубликовал статью «Подготовительная школа жестокости. Обсуждение сказок братьев Гримм.» в берлинском «Der Tagesspiegel» от 7 февраля 1947 г.). Однако якобы существовавший до 1948 года запрет на печатанье сборника сказок братьев Гримм (KHM) в британской зоне оккупации является всего лишь легендой.
В православном обзоре «Книги, которые читают наши дети, и книги, которые им читать не следует», изданном «по благословению архиепископа Брюссельского и Бельгийского Симона» в 2004 году, в числе допустимых и полезных для детского чтения были названы всего 32 сказки из сборника братьев Гримм (около 15 %). В список не вошли многие, являющиеся популярными у детей, такие как «Золушка», «Красная Шапочка», «Белоснежка», «Волк и семеро козлят», «Мальчик-с-пальчик» и т. д. Эти сказки, а также все остальные, не включённые в обзор, были признаны условно допустимыми, вредными, бессмысленными, жестокими, вызывающими «нездоровое любопытство» и «кощунственными».
Британский психолог профессор Салли Годдарт Блайт в книге «The Genius of Natural Childhood», посвящённой детским сказкам, лучшими сказками для правильного формирования у девочки представлений о сложной взрослой жизни и об отношениях между полами, назвала три. Все они входят в сборник братьев Гримм — это «Золушка», «Белоснежка» и «Рапунцель».
С 2005 года собрание сказок братьев Гримм фигурирует в международном реестре ЮНЕСКО «Память мира».

## Список сказок

### Из первого издания. Том 1 (1812)
| Номер (KHM) | Русское название (с вариантами)                                                                         | Оригинальное название                                  | Примечания |
| ----------- | --- | ------------------------------------------------------ | --- |
| 1           | Король-лягушонок, или Железный Гейнрих (Король-лягушонок)                                               | Der Froschkönig oder der eiserne Heinrich              | |
| 2           | Дружба кошки и мышки (Кошка и мышка вдвоем)                                                             | Katze und Maus in Gesellschaft                         | |
| 3*          | Приёмыш Богоматери (Дитя Марии)                                                                         | Marienkind                                             | |
| 4*          | Сказка о том, кто ходил страху учиться (Сказка о добром молодце, который страха не знал)                | Märchen von einem, der auszog das Fürchten zu lernen   | |
| 5*          | Волк и семеро козлят                                                                                    | Der Wolf und die sieben Geißlein                       | |
| 6*          | Верный Иоганнес (Верный Иоганн)                                                                         | Der treue Johannes                                     | со 2 издания; в 1 издании — KHM 6a: Von der Nachtigall und der Blindschleiche                                                                                          |
| 7*          | Выгодный оборот (Удачная торговля)                                                                      | Der gute Handel                                        | со 2 издания; в 1 издании — KHM 154: Der gestohlene Heller |
| 8           | Чудаковатый музыкант (Дивный музыкант)                                                                  | Der wunderliche Spielmann                              | со 2 издания; в 1 издании — KHM 8a: Die Hand mit dem Messer |
| 9*          | Двенадцать братьев                                                                                      | Die zwölf Brüder                                       | |
| 10*         | Всякий сброд                                                                                            | Das Lumpengesindel                                     | |
| 11*         | Братец и сестрица                                                                                       | Brüderchen und Schwesterchen                           | |
| 12          | Рапунцель (Колокольчик)                                                                                 | Rapunzel                                               | |
| 13*         | Три маленьких лесовика (Три человечка в лесу)                                                           | Die drei Männlein im Walde                             | |
| 14*         | Три пряхи                                                                                               | Die drei Spinnerinnen                                  | |
| 15*         | Гензель и Гретель (Пряничный домик)                                                                     | Hänsel und Gretel                                      | |
| 16          | Три змеиных листочка                                                                                    | Die drei Schlangenblätter                              | со 2 издания; в 1 издании — KHM 16a: Herr Fix und Fertig |
| 17          | Белая змея                                                                                              | Die weiße Schlange                                     | |
| 18          | Соломинка, уголёк и боб                                                                                 | Strohhalm, Kohle und Bohne                             | |
| 19*         | Сказка о рыбаке и его жене                                                                              | Vom Fischer und seiner Frau                            | |
| 20          | Храбрый портняжка                                                                                       | Das tapfere Schneiderlein                              | |
| 21*         | Золушка (Замарашка)                                                                                     | Aschenputtel                                           | |
| 22          | Загадка                                                                                                 | Das Rätsel                                             | со 2 издания; в 1 издании — KHM 22a: Wie Kinder Schlachtens miteinander gespielt haben                                                                                 |
| 23          | О мышке, птичке и колбаске                                                                              | Von dem Mäuschen, Vögelchen und der Bratwurst          | |
| 24*         | Госпожа Метелица (Хозяйка Подземелья)                                                                   | Frau Holle                                             | |
| 25*         | Семь воронов                                                                                            | Die sieben Raben                                       | |
| 26*         | Красная Шапочка                                                                                         | Rotkäppchen                                            | |
| 27*         | Бременские уличные музыканты (Бременские музыканты)                                                     | Die Bremer Stadtmusikanten                             | со 2 издания; в 1 издании — KHM 27a: Der Tod und der Gänshirt |
| 28          | Поющая косточка                                                                                         | Der singende Knochen                                   | |
| 29          | Чёрт с тремя золотыми волосами (Тролль с тремя золотыми волосками)                                      | Der Teufel mit den drei goldenen Haaren                | |
| 30          | Вошка и блошка                                                                                          | Läuschen und Flöhchen                                  | |
| 31          | Девушка-безручка (Безручка)                                                                             | Das Mädchen ohne Hände                                 | |
| 32          | Смышлёный Ганс (Ганс-разумник)                                                                          | Der gescheite Hans                                     | |
| 33          | Три языка                                                                                               | Die drei Sprachen                                      | со 2 издания; в 1 издании — KHM 33a: Der gestiefelte Kater |
| 34*         | Умная Эльза                                                                                             | Die kluge Else                                         | со 2 издания; в 1 издании — Hansens Trine |
| 35          | Портной на небе (Портной в раю)                                                                         | Der Schneider im Himmel                                | со 2 издания; в 1 издании — KHM 157: Der Sperling und seine vier Kinder                                                                                                |
| 36          | Столик-накройся, золотой осёл и дубинка из мешка (Скатерка-самовёртка, золотой осел и дубинка из мешка) | Tischchen deck dich, Goldesel und Knüppel aus dem Sack | |
| 37*         | Мальчик-с-пальчик                                                                                       | Daumesdick                                             | со 2 издания; в 1 издании — KHM 37a: Von der Serviette, dem Tornister, dem Kanonenhütlein und dem Horn                                                                 |
| 38          | Свадьба госпожи Лисы (Свадьба лисички-сестрички)                                                        | Die Hochzeit der Frau Füchsin                          | |
| 39          | Домовые                                                                                                 | Die Wichtelmänner                                      | |
| 40          | Жених-разбойник (Разбойник-жених)                                                                       | Der Räuberbräutigam                                    | |
| 41          | Господин Корбес                                                                                         | Herr Korbes                                            | |
| 42          | Чёрт в кумовьях (Кум)                                                                                   | Der Herr Gevatter                                      | |
| 43          | Госпожа Труда (Фрау Труда)                                                                              | Frau Trude                                             | с 3 издания; в 1 и 2 изданиях — KHM 43a: Die wunderliche Gasterei |
| 44          | Смерть в кумовьях                                                                                       | Der Gevatter Tod                                       | |
| 45*         | Мальчик-с-пальчик в пути (Странствия Мальчика-с-пальчика)                                               | Daumerlings Wanderschaft                               | |
| 46*         | Диковинная птица (Чудо-птица)                                                                           | Fitchers Vogel                                         | |
| 47*         | Сказка о заколдованном дереве (Сказка про можжевельник)                                                 | Von dem Machandelboom                                  | |
| 48          | Старый Султан                                                                                           | Der alte Sultan                                        | |
| 49          | Шесть лебедей                                                                                           | Die sechs Schwäne                                      | |
| 50*         | Спящая красавица (Шиповничек)                                                                           | Dornröschen                                            | |
| 51*         | Найдёнышек (Птица-найдёныш)                                                                             | Fundevogel                                             | |
| 52*         | Король Дроздобород (Король-Дроздовик)                                                                   | König Drosselbart                                      | |
| 53*         | Белоснежка (Снегурочка)                                                                                 | Schneewittchen                                         | |
| 54          | Ранец, шапочка и рожок (Котомка, шляпёнка и рожок)                                                      | Der Ranzen, das Hütlein und das Hörnlein               | со 2 издания; в 1 издании — KHM 54a: Hans Dumm |
| 55*         | Румпельштильцхен (Хламушка-Крошка)                                                                      | Rumpelstilzchen                                        | |
| 56          | Милый Роланд (Милейший Роланд)                                                                          | Der Liebste Roland                                     | |
| 57          | Золотая птица                                                                                           | Der goldene Vogel                                      | |
| 58*         | Собака и воробей                                                                                        | Der Hund und der Sperling                              | |
| 59*         | Фридер и Катерлизхен (Муженёк и жёнушка)                                                                | Der Frieder und das Katherlieschen                     | со 2 издания; в 1 издании — KHM 59a: Prinz Schwan |
| 60          | Два брата                                                                                               | Die zwei Brüder                                        | со 2 издания; в 1 издании — KHM 60a: Das Goldei |
| 61          | Мужичонка (Мужичок)                                                                                     | Das Bürle                                              | со 2 издания; в 1 издании — KHM 61a: Von dem Schneider, der bald reich wurde                                                                                           |
| 62          | Царица пчёл (Пчелиная матка)                                                                            | Die Bienenkönigin                                      | во 2 издании как KHM 64; в 1 издании — KHM 62a: Blaubart |
| 63          | Три пёрышка                                                                                             | Die drei Federn                                        | во 2 издании как KHM 64; в 1 издании — KHM 85: Die Goldkinder |
| 64          | Золотой гусь                                                                                            | Die goldene Gans                                       | со 2-го издания, в 1-м издании помещено вместе с KHM 62, 63 и 64a: Die weiße Taube под общим названием Von dem Dummling                                                |
| 65*         | Пёстрая Шкурка (Девушка-Дикарка)                                                                        | Allerleirauh                                           | |
| 66          | Невеста зайчика (Заячья невеста)                                                                        | Häsichenbraut                                          | со 2 издания; в 1 издании — KHM 66a: Hurleburlebutz |
| 67          | Двенадцать охотников                                                                                    | Die zwölf Jäger                                        | |
| 68          | Вор и его учитель                                                                                       | De Gaudeif un sien Meester                             | со 2 издания; в 1 издании — KHM 68a: Von dem Sommer- und Wintergarten                                                                                                  |
| 69*         | Йоринда и Йорингель                                                                                     | Jorinde und Joringel                                   | |
| 70          | Три счастливца                                                                                          | Die drei Glückskinder                                  | со 2 издания; в 1 издании — KHM 70a: Der Okerlo |
| 71          | Шестеро через весь свет пройдут (Шестеро весь свет обойдут)                                             | Sechse kommen durch die ganze Welt                     | со 2 издания; в 1 издании — KHM 71a: Prinzessin Mäusehaut |
| 72          | Волк и человек                                                                                          | Der Wolf und der Mensch                                | со 2 издания; в 1 издании — KHM 72a: Das Birnli will nit fallen |
| 73          | Волк и лиса                                                                                             | Der Wolf und der Fuchs                                 | со 2 издания; в 1 издании — KHM 73a: Das Mordschloß |
| 74          | Лиса и кума                                                                                             | Der Fuchs und die Frau Gevatterin                      | со 2 издания; в 1 издании — KHM 74a: Von Johannes-Wassersprung und Caspar-Wassersprung                                                                                 |
| 75          | Лиса и кот                                                                                              | Der Fuchs und die Katze                                | со 2 издания; в 1 издании — KHM 75a: Vogel Phönix |
| 76          | Гвоздика                                                                                                | Die Nelke                                              | |
| 77          | Догадливая Гретель (Умная Гретель)                                                                      | Die kluge Gretel                                       | со 2 издания; в 1 издании — KHM 77a: Vom Schreiner und Drechsler |
| 78          | Старый дед и внучёк                                                                                     | Der alte Großvater und der Enkel                       | |
| 79          | Русалка (Ундина)                                                                                        | Die Wassernixe                                         | |
| 80*         | Сказка о кончине курочки (Про смерть курочки)                                                           | Von dem Tode des Hühnchens                             | |
| 81          | Брат-Весельчак                                                                                          | Bruder Lustig                                          | со 2 издания; в 1 издании — KHM 81a: Der Schmied und der Teufel |
| 82          | Гансль-Игрок                                                                                            | De Spielhansl                                          | со 2 издания; в 1 издании — KHM 82a: Die drei Schwestern |
| 83*         | Ганс в счастье (Счастливый Ганс)                                                                        | Hans im Glück                                          | со 2 издания; в 1 издании — KHM 153: Das arme Mädchen |
| 84          | Ганс женится                                                                                            | Hans heiratet                                          | со 2 издания; в 1 издании — KHM 84a: Die Schwiegermutter |
| 85          | Золотые дети                                                                                            | Die Goldkinder                                         | во 2-м издании — как KHM 63; в 1-м издании — KHM 85a, b, c, d: Schneeblume, Prinzessin mit der Laus, Vom Prinz Johannes, Der gute Lappen под общим названием Fragmente |
| 86          | Лиса и гуси                                                                                             | Der Fuchs und die Gänse                                | |

### Из первого издания. Том 2 (1815)
| Номер (KHM) | Русское название (с вариантами)                                      | Оригинальное название                        | Примечания                                                         |
| ----------- | -------------------------------------------------------------------- | -------------------------------------------- | ------------------------------------------------------------------ |
| 87*         | Бедняк и богач                                                       | Der Arme und der Reiche                      |                                                                    |
| 88          | Певчий попрыгун-жаворонок (Певун и прыгун-жаворонок)                 | Das singende springende Löweneckerchen       |                                                                    |
| 89*         | Гусятница                                                            | Die Gänsemagd                                |                                                                    |
| 90          | Молодой великан (Юный великан)                                       | Der junge Riese                              |                                                                    |
| 91          | Земляной человечек (Подземный человечек)                             | Dat Erdmänneken                              |                                                                    |
| 92          | Король с Золотой горы                                                | Der König vom goldenen Berg                  |                                                                    |
| 93          | Ворона                                                               | Die Rabe                                     |                                                                    |
| 94*         | Умная дочь крестьянская                                              | Die kluge Bauerntochter                      |                                                                    |
| 95          | Старый Гильдебранд                                                   | Der alte Hildebrand                          | со 2 издания; в 1 издании — KHM 99: Der Geist im Glas              |
| 96          | Три птички                                                           | De drei Vügelkens                            |                                                                    |
| 97          | Живая вода                                                           | Das Wasser des Lebens                        |                                                                    |
| 98*         | Доктор Всезнайка                                                     | Doktor Allwissend                            |                                                                    |
| 99          | Дух в склянке (Дух в бутылке)                                        | Der Geist im Glas                            | во 2-м издании — KHM 95; в 1-м издании — KHM 99a: Der Froschprinz  |
| 100         | Чёртов чумазый брат                                                  | Des Teufels rußiger Bruder                   |                                                                    |
| 101         | Медвежник (Медвежатник)                                              | Der Bärenhäuter                              |                                                                    |
| 102*        | Королёк и медведь                                                    | Der Zaunkönig und der Bär                    |                                                                    |
| 103         | Сладкая каша (Волшебный горшочек)                                    | Der süße Brei                                |                                                                    |
| 104*        | Разумники (Умные люди)                                               | Die klugen Leute                             | с 7 издания; с 1 по 6 изданиях — KHM 104a: Die treuen Tiere        |
| 105*        | Сказки об уже (Сказки про жерлянку)                                  | Märchen von der Unke                         |                                                                    |
| 106*        | Бедный батрак и кошечка (Бедный работник с мельницы и кошечка)       | Der arme Müllerbursch und das Kätzchen       |                                                                    |
| 107         | Два странника                                                        | Die beiden Wanderer                          | с 5 издания; с 1 по 4 изданиях — KHM 107a: Die Krähen              |
| 108         | Ганс-ёжик (Ганс мой Ёж)                                              | Hans mein Igel                               |                                                                    |
| 109         | Саван                                                                | Das Totenhemdchen                            |                                                                    |
| 110*        | Вор в терновнике (Монах в терновнике)                                | Der Jude im Dorn                             |                                                                    |
| 111         | Учёный егерь (Учёный охотник)                                        | Der gelernte Jäger                           |                                                                    |
| 112         | Цеп с неба                                                           | Der Dreschflegel vom Himmel                  |                                                                    |
| 113         | Королевские дети                                                     | De beiden Künigeskinner                      |                                                                    |
| 114*        | Сметливый портняжка (Про умного портняжку)                           | Vom klugen Schneiderlein                     |                                                                    |
| 115         | От солнца ясного ничто не скроется (Солнце ясное всю правду откроет) | Die klare Sonne bringt’s an den Tag          |                                                                    |
| 116         | Синяя свечка                                                         | Das blaue Licht                              |                                                                    |
| 117         | Своевольное дитя (Своенравный ребёнок)                               | Das eigensinnige Kind                        |                                                                    |
| 118         | Три фельдшера                                                        | Die drei Feldscherer                         |                                                                    |
| 119         | Семеро швабов (Семеро храбрецов)                                     | Die Sieben Schwaben                          | со 2 издания; в 1 издании — KHM 119a: Der Faule und der Fleißige   |
| 120         | Трое подмастерьев                                                    | Die drei Handwerksburschen                   |                                                                    |
| 121         | Бесстрашный королевич (Королевич, который ничего не боялся)          | Der Königssohn, der sich vor nichts fürchtet | со 2 издания; в 1 издании — KHM 209: Die himmlische Hochzeit       |
| 122         | Осёл-оборотень (Салатный осёл)                                       | Der Krautesel                                | со 2 издания; в 1 издании — KHM 122a: Die lange Nase               |
| 123         | Старуха в лесу (Лесная старуха)                                      | Die Alte im Wald                             |                                                                    |
| 124*        | Три брата                                                            | Die drei Brüder                              |                                                                    |
| 125         | Чёрт и его бабушка                                                   | Der Teufel und seine Großmutter              |                                                                    |
| 126         | Ференанд Верный и Ференанд Неверный                                  | Ferenand getrü und Ferenand ungetrü          |                                                                    |
| 127         | Железная печь                                                        | Der Eisenofen                                |                                                                    |
| 128         | Ленивая пряха                                                        | Die faule Spinnerin                          |                                                                    |
| 129*        | Четверо искусных братьев                                             | Die vier kunstreichen Brüder                 | со 2 издания; в 1 издании — KHM 129a: Der Löwe und der Frosch      |
| 130*        | Одноглазка, Двуглазка и Трёхглазка                                   | Einäuglein, Zweiäuglein und Dreiäuglein      | со 2 издания; в 1 издании — KHM 130a: Der Soldat und der Schreiner |
| 131         | Красавица Катринелье и Пиф-Паф-Польтри                               | Die schöne Katrinelje und Pif Paf Poltrie    |                                                                    |
| 132         | Лиса и лошадь                                                        | Der Fuchs und das Pferd                      |                                                                    |
| 133         | Истоптанные башмаки (Стоптанные туфельки) (12 танцующих принцесс)    | Die zertanzten Schuhe                        |                                                                    |
| 134         | Шестеро слуг                                                         | Die sechs Diener                             |                                                                    |
| 135*        | Белая и чёрная невеста                                               | Die weiße und die schwarze Braut             |                                                                    |
| 136         | Железный Ганс                                                        | Der Eisenhans                                | с 6 издания; с 1 по 5 издание KHM 136a: De wilde Mann              |
| 137         | Три чёрные принцессы                                                 | De drei schwatten Prinzessinnen              |                                                                    |
| 138         | Кнойст и трое его сыновей                                            | Knoist un sine dre Sühne                     |                                                                    |
| 139         | Девушка из Бракеля                                                   | Dat Mäken von Brakel                         |                                                                    |
| 140         | Домашние слуги (Домашняя челядь)                                     | Das Hausgesinde                              |                                                                    |
| 141         | Ягнёнок и рыбка                                                      | Das Lämmchen und Fischchen                   |                                                                    |
| 142         | Зимели-гора (Гора Симели)                                            | Simeliberg                                   |                                                                    |
| 143         | На пути на дороге (Как по белу свету скитаться)                      | Up Reisen gohn                               | со 2 издания; в 1 издании — KHM 143a: Die Kinder in Hungersnot     |
| 144         | Ослик                                                                | Das Eselein                                  |                                                                    |
| 145         | Неблагодарный сын                                                    | Der undankbare Sohn                          |                                                                    |
| 146         | Репа                                                                 | Die Rübe                                     |                                                                    |
| 147         | Кованный заново человек (Помолодевший старик)                        | Das junggeglühte Männlein                    |                                                                    |
| 148         | Божьи звери и чёртовы звери (Звери господни и чёртовы звери)         | Des Herrn und des Teufels Getier             |                                                                    |
| 149         | Петушиное бревно                                                     | Der Hahnenbalken                             |                                                                    |
| 150         | Старая нищенка (Старуха нищая)                                       | Die alte Bettelfrau                          |                                                                    |
| 151*        | Три лентяя                                                           | Die drei Faulen                              |                                                                    |
| 151a        | Двенадцать ленивых работников                                        | Die zwölf faulen Knechte                     | с 7-го издания — добавление к KHM 151                              |
| 152         | Пастушок                                                             | Das Hirtenbüblein                            | со 2 издания; в 1 издании — KHM 152a: Die heilige Frau Kummernis   |
| 153*        | Звёздные талеры (Звёзды-талеры)                                      | Die Sterntaler                               | со 2 издания; в 1 издании — KHM 83                                 |
| 154         | Украденный грош                                                      | Der gestohlene Heller                        | со 2 издания; в 1 издании — KHM 7                                  |
| 155         | Смотрины                                                             | Die Brautschau                               | со 2 издания; в 1 издании — Rätselmärchen                          |

### Из второго издания (1819)
| Номер (KHM) | Русское название (с вариантами)                                                      | Оригинальное название              | Примечания                          |
| ----------- | ------------------------------------------------------------------------------------ | ---------------------------------- | ----------------------------------- |
| 156         | Очёски (Отбросы)                                                                     | Die Schlickerlinge                 |                                     |
| 157         | Воробей и его четверо деток                                                          | Der Sperling und seine vier Kinder | со 2 издания; в 1 издании — KHM 35  |
| 158         | Сказка о стране небывалой (О блаженной стране небывалой)                             | Das Märchen vom Schlauraffenland   | со 2 издания; в 1 издании — KHM 153 |
| 159         | Дитмарская сказка-небылица (Сказка-небылица) (Не любо — не слушай, а лгать не мешай) | Das Dietmarsische Lügenmärchen     | со 2 издания; в 1 издании — KHM 154 |
| 160         | Сказка-загадка (Загадочная сказка)                                                   | Rätselmärchen                      | со 2 издания; в 1 издании — KHM 155 |

### Из третьего издания (1837)
| Номер (KHM) | Русское название (с вариантами)              | Оригинальное название       | Примечания |
| ----------- | -------------------------------------------- | --------------------------- | --- |
| 161         | Беляночка и Розочка (Белоснежка и Алоцветик) | Schneeweißchen und Rosenrot | в различных русских изданиях сказки имя «Розочка» может писаться как Алоцветик, Краснозорька; имя «Беляночка» — как Белоснежка |
| 162         | Умный слуга (Умный работник)                 | Der kluge Knecht            | |
| 163         | Стеклянный гроб                              | Der gläserne Sarg           | |
| 164         | Ленивый Гейнц                                | Der faule Heinz             | |
| 165         | Гриф-птица                                   | Der Vogel Greif             | |
| 166         | Сильный Ганс (Могучий Ганс)                  | Der starke Hans             | |
| 167         | Бедняк на небе (Мужичок на небе)             | Das Bürle im Himmel         | |

### Из четвёртого издания (1840)
| Номер (KHM) | Русское название (с вариантами)       | Оригинальное название    | Примечания                                             |
| ----------- | ------------------------------------- | ------------------------ | ------------------------------------------------------ |
| 168         | Тощая Лиза                            | Die hagere Liese         |                                                        |
| 169         | Лесной домик (Лесная избушка)         | Das Waldhaus             |                                                        |
| 170         | Любовь и горе поровну (Всё поровну)   | Lieb und Leid teilen     |                                                        |
| 171         | Королёк                               | Der Zaunkönig            |                                                        |
| 172         | Камбала                               | Die Scholle              |                                                        |
| 173         | Выпь и удод                           | Rohrdommel und Wiedehopf |                                                        |
| 174         | Сова                                  | Die Eule                 |                                                        |
| 175         | Луна                                  | Der Mond                 | с 7 издания; с 4 по 6 изданиях — KHM 175a: Das Unglück |
| 176         | Время жизни (Срок жизни)              | Die Lebenszeit           |                                                        |
| 177         | Предвестники смерти (Посланцы смерти) | Die Boten des Todes      |                                                        |

### Из пятого издания (1843)
| Номер (KHM) | Русское название (с вариантами)                   | Оригинальное название              | Примечания                                                            |
| ----------- | ------------------------------------------------- | ---------------------------------- | --------------------------------------------------------------------- |
| 178         | Мастер Пфрим                                      | Meister Pfriem                     |                                                                       |
| 179         | Гусятница у колодца                               | Die Gänsehirtin am Brunnen         |                                                                       |
| 180         | Неравные Евины детки                              | Die ungleichen Kinder Evas         |                                                                       |
| 181         | Русалка в пруду                                   | Die Nixe im Teich                  |                                                                       |
| 182         | Дары маленького народца (Подарки маленьких людей) | Die Geschenke des kleinen Volkes   | с 6 издания; в 5 издании — KHM 182a: Die Erbsenprobe                  |
| 183         | Великан и портной                                 | Der Riese und der Schneider        |                                                                       |
| 184         | Гвоздь                                            | Der Nagel                          |                                                                       |
| 185         | Бедный малый в могиле (Бедный пастух в могиле)    | Der arme Junge im Grab             |                                                                       |
| 186         | Истинная невеста (Настоящая невеста)              | Die wahre Braut                    |                                                                       |
| 187         | Заяц и ёж                                         | Der Hase und der Igel              |                                                                       |
| 188         | Веретенце, челнок и иголка                        | Spindel, Weberschiffchen und Nadel |                                                                       |
| 189         | Мужичок и чёрт                                    | Der Bauer und der Teufel           |                                                                       |
| 190         | Хлебные крошки на столе                           | Die Brosamen auf dem Tisch         |                                                                       |
| 191         | Морская свинка (Морская рыбка)                    | Das Meerhäschen                    | с 7 издания; с 5 по 6 изданиях — KHM 191a: Der Räuber und seine Söhne |
| 192         | Искусный вор (Ловкий вор)                         | Der Meisterdieb                    |                                                                       |
| 193         | Барабанщик                                        | Der Trommler                       |                                                                       |

### Из шестого издания (1850)
| Номер (KHM) | Русское название (с вариантами) | Оригинальное название       | Примечания                                                         |
| ----------- | ------------------------------- | --------------------------- | ------------------------------------------------------------------ |
| 194         | Хлебный колос                   | Die Kornähre                |                                                                    |
| 195         | Могильный холм                  | Der Grabhügel               |                                                                    |
| 196         | Старый Ринкранк                 | Oll Rinkrank                |                                                                    |
| 197         | Хрустальный шар                 | Die Kristallkugel           |                                                                    |
| 198         | Дева Малейн (Девица Малеен)     | Jungfrau Maleen             |                                                                    |
| 199         | Сапог из буйволовой кожи        | Der Stiefel von Büffelleder |                                                                    |
| 200         | Золотой ключик                  | Der goldene Schlüssel       | с 1-го издания, том 2 — всегда стоит последней сказкой (до легенд) |

### Детские легенды — дополнение из второго издания (1819)
| Номер (KHM) | Русское название (с вариантами)               | Оригинальное название             | Примечания                                                                                     |
| ----------- | --------------------------------------------- | --------------------------------- | ---------------------------------------------------------------------------------------------- |
| 201         | Старец в лесу                                 | Der heilige Joseph im Walde       | буквально — «святой Иосиф в лесу»                                                              |
| 202         | Двенадцать апостолов                          | Die zwölf Apostel                 |                                                                                                |
| 203         | Роза                                          | Die Rose                          |                                                                                                |
| 204         | Бедность и смирение ведут к спасению          | Armut und Demut führen zum Himmel |                                                                                                |
| 205         | Бог накормил                                  | Gottes Speise                     | буквально — «божественная пища»                                                                |
| 206         | Три зелёные ветви                             | Die drei grünen Zweige            |                                                                                                |
| 207         | Стаканчики Богоматери                         | Muttergottesgläschen              | единственная история из сборника братьев Гримм, которая никогда не издавалась на русском языке |
| 208         | Старушка                                      | Das alte Mütterchen               | буквально — «старая матушка»                                                                   |
| 209         | Мальчик в раю                                 | Die himmlische Hochzeit           | буквально — «небесная свадьба», со 2 издания; в 1 издании — KHM 121                            |
| 210         | Ветка орешника                                | Die Haselrute                     | с 6 издания                                                                                    |
| 211         | Гамельнский крысолов (Дудочник из Гамельтона) | Pied Piper of Hamelin             |                                                                                                |

### Фрагменты в приложении
- Der Mann vom Galgen
- Die Laus (соответствует KHM 84a: Prinzessin mit der Laus)
- Der starke Hans
- Der gestiefelte Kater
- Die böse Schwiegermutter (соответствует KHM 84a: Die Schwiegermutter)
- Märchenhafte Bruchstücke in Volksliedern

## Экранизации
- Сказки братьев Гримм (аниме) — мультсериал-антология.
- Белоснежка и семь гномов (1937) — первый полнометражный рисованный мультфильм США, снят по мотивам одноименной сказки.
- Бременские музыканты (1969) — музыкальная фантазия на тему одноименной сказки.
- Розочка и Беляночка (1979) — фильм-сказка[13].
- Румпельштильцхен (1995) — фэнтезийный-комедийный фильм ужасов с видоизмененным и гипертрофированным образом Румпельштильцхена.
- Братья Гримм (2005) — фэнтезийный фильм Терри Гиллиама, представляет собой смесь и деконструкцию сюжетов сказок братьев-писателей, хоть главных героев зовут Уилл (англ. Will, по сути — Вильгельм) и Джейк (англ. Jake, по сути — Якоб) Гримм, к своим реальным историческим прототипам имеют косвенное отношение.
- Правдивая история Красной Шапки (2005) — деконструкция на сюжет и пародия на сказку о Красной шапочке.
- Рапунцель: Запутанная история (2010) — 50-й мультфильм студии Дисней, снятый по одноименной сказке.
- Охотники на ведьм (2012) — боевик в жанре тёмное фэнтези, по замыслу создателей, является продолжением сказки Гензель и Гретель.
- Чем дальше в лес... (2015) — мюзикл-кроссовер сказок Гримм, в частности Золушка, Рапунцель и Красная шапочка.
- Белоснежка. Сказка для взрослых (2019) — вольная интерпретация сказки про Белоснежку в уклон в эротическую комедию.
- Гретель и Гензель (2020) — интерпретация сказки Гримм в жанре фолк-хоррор.